# Puig del Francolí
El Puig del Francolí és una muntanya de 577 metres que es troba al municipi de Castellolí, a la comarca de l'Anoia.